# Xavier Bassas Vila
Xavier Bassas Vila   (Barcelona, 1978) és un filòsof, traductor i editor català. Doctor en Filologia francesa i Filosofia per la Universitat de la Sorbona-París IV i per la Universitat de Barcelona, on ensenya actualment en el departament d'Estudis Francesos.
Els seus treballs es concentren en l'estudi de la fenomenologia i la seva relació amb el llenguatge, les traduccions del pensament francès contemporani (especialitzant-se en l'obra de Jacques Rancière, Jacques Derrida i Jean-Luc Marion, dels quals ha traduït moltes obres i ha escrit abastament). En la seva vessant editora, ha tingut cura d'edicions literàries, artístiques i de caràcter polític (El espectador emancipado, Jacques Rancière; ¿Qué representa el nombre de Sarkozy?, Alain Badiou; Democracia en suspenso, Giorgio Agamben, Jacques Rancière et alii; El tiempo de la igualdad i Las distancias del cine, Jacques Rancière; ¿Qué es el pueblo? Alain Badiou, Jacques Rancière et alii; El hilo perdido, Jacques Rancière, entre molts d'altres).
Va ser el co-director de les Jornades Filosòfiques de Barcelona durant les seves vuit edicions (2010-2017) amb l'Arts Santa Mònica, el CCCB i l'Institut francès de Barcelona. Amb l'Institut francès, també va coordinar la Nuit des Idées 2018 sobre el Maig del ‘68 i, l'any 2021, sobre el cos i la pandèmia. Va co-dirigir la col·lecció “Ensayo” a Ellago editores i, actualment, dirigeix la col·lecció “Pensamiento Atiempo” a Casus Belli ediciones. Amb l'artista Raquel Friera, ha fundat l'Institut del Temps Suspès al MUSAC de León, un projecte interdisciplinari d'art contemporani, filosofia, literatura i reflexió política.
Recentment, ha publicat el monogràfic Jacques Rancière. L'assaig de la igualtat (Gedisa, 2017, també en castellà el 2019) i un diàleg amb el mateix J. Rancière titulat El litigio de las palabras. Diálogo sobre la política del lenguaje (NED ediciones, 2019, traduït en diverses llengües).